# 五島盛次
五島 盛次（ごとう もりつぐ）は、肥前国福江藩3代藩主。五島家23代当主である。

## 略歴
元和4年（1618年）、第2代藩主・五島盛利の長男として生まれる。寛永19年（1642年）に父が死去したため、家督を継いだ。しかし生来から病弱で、江戸屋敷に住んで静養するだけであり、藩政は弟の盛清が代行した。
慶安4年（1651年）には弟によって家臣団の禄制・序列・階級の改正などが行なわれている。しかし藩政の主導権などをめぐって弟と対立し、その心痛が原因になって明暦元年（1655年）10月9日に急死した。享年38。跡を長男・盛勝が継いだ。

## 系譜
父母
- 五島盛利（父）
- 梅子 ー 七里玄通の娘（母）

正室
- 櫛笥隆朝の娘

子女
- 五島盛勝（長男）生母は正室